# Австралийские пятнистые кошачьи акулы
Австралийские пятнистые кошачьи акулы (лат. Asymbolus) — один из родов семейства кошачьих акул (Scyliorhinidae).

## Описание
Рыбы палевой или тёмно-коричневой окраски. Низ тела светлый с простым рисунком из рассеянных белых или тёмных пятен. Тело стройное, почти цилиндрическое, слегка сужающееся к хвосту. Рыло короткое или слегка удлиненное, меньше ширины рта. Под глазами имеются узкие подглазничные гребни. Ширина грудных плавников примерно в 0,7—1,4 раза больше ширины рта. Имеются два спинных плавника примерно одинакового размера. Общее число позвонков от 119 до 148.

## Классификация
В состав рода включают 9 видов.
- Asymbolus analis (Ogilby, 1885) — Австралийская пятнистая кошачья акула
- Asymbolus funebris Compagno, Stevens & Last, 1999
- Asymbolus galacticus Séret & Last, 2008
- Asymbolus occiduus Last, Gomon & Gledhill, 1999
- Asymbolus pallidus Last, Gomon & Gledhill, 1999
- Asymbolus parvus Compagno, Stevens & Last, 1999
- Asymbolus rubiginosus Last, Gomon & Gledhill, 1999
- Asymbolus submaculatus Compagno, Stevens & Last, 1999
- Asymbolus vincenti (Zietz, 1908) — Тасманийская пятнистая кошачья акула

## Распространение
Встречаются у берегов Австралии.